# Шпанцирфест
«Шпанцирфест» (хорв. Špancirfest, МФА: [ʃpaŋtsir̩fɛst]) — вуличний фестиваль, який щороку проводиться у Вараждині, Хорватія, починаючи з 1999 року. Дійство триває 10 днів.
Фестиваль починається наприкінці серпня та закінчується на початку вересня. Під час події місто відвідують близько 100 тисяч туристів з Хорватії та навколишніх країн. Центр Вараждина перетворюється на суцільну розважальну зону. Тут зводяться концертні сцени, розважальні зони, торговельні кіоски, закусочні; а вуличні виконавці, музиканти та різні артисти заповнюють вулиці.

## Події
Вуличний фестиваль складається з кількох малих фестивалів:
- Комедіяфест (Komedija fest)
- Хлапецфест (Hlapec fest) — вистави дітей до 14 років
- Модератофест (Moderato fest) — для любителів класичної музики
- Джаз-фестиваль (Jazz festival)
- Рітамфест (Ritam fest) — концерти
- Вуличний фестиваль (Ulica fest) — виступи вуличних артистів, акробатів, жонглерів, вуличних музикантів та лялькові вистави

Фестиваль включає в себе біля 300 програм.

## Колишні учасники
Протягом останніх років багато відомих артистів брали участь у фестивалі, таких як:
| - Asian Dub Foundation - The Bambi Molesters - The Beat Fleet - Blondie - Buraka Som Sistema - Creedence Clearwater Revisited - Damir Urban - Darko Rundek - Dubioza kolektiv - Đorđe Balašević - Edo Maajka |  | - Flogging Molly - Fun Lovin' Criminals - Hladno pivo - Josipa Lisac - Jura Stublić - Kemal Monteno - Kiril Džajkovski - Majke - Massimo Savić - Bajaga - Morcheeba |  | - Neno Belan - Oliver Dragojević - Omar Sosa - Partibrejkers - Psihomodo Pop - Rambo Amadeus - Skunk Anansie - Tony Cetinski - Toše Proeski - Vlatko Stefanovski - Gibonni |

## Галерея

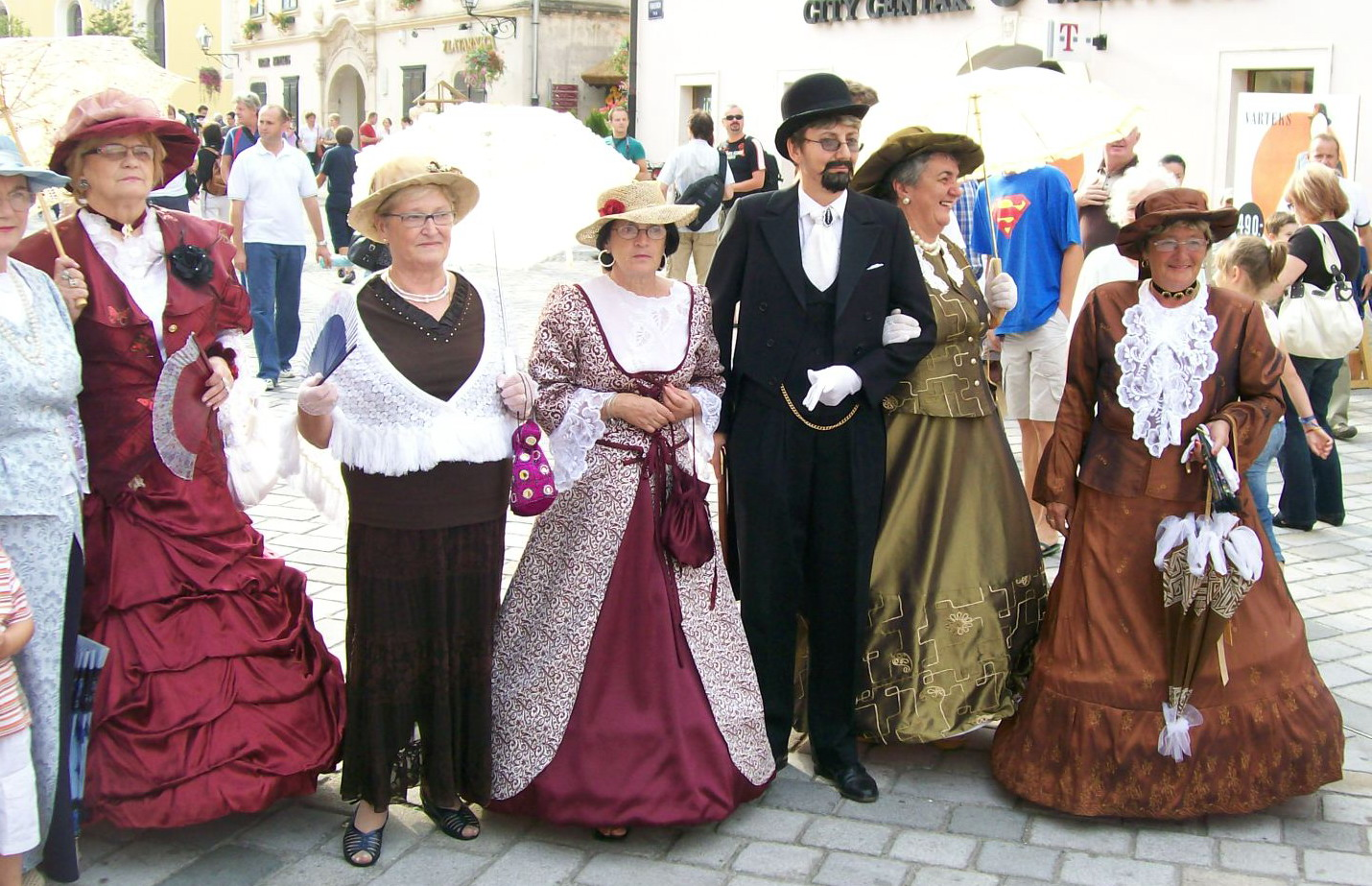
Учасники у костюмах у 2008
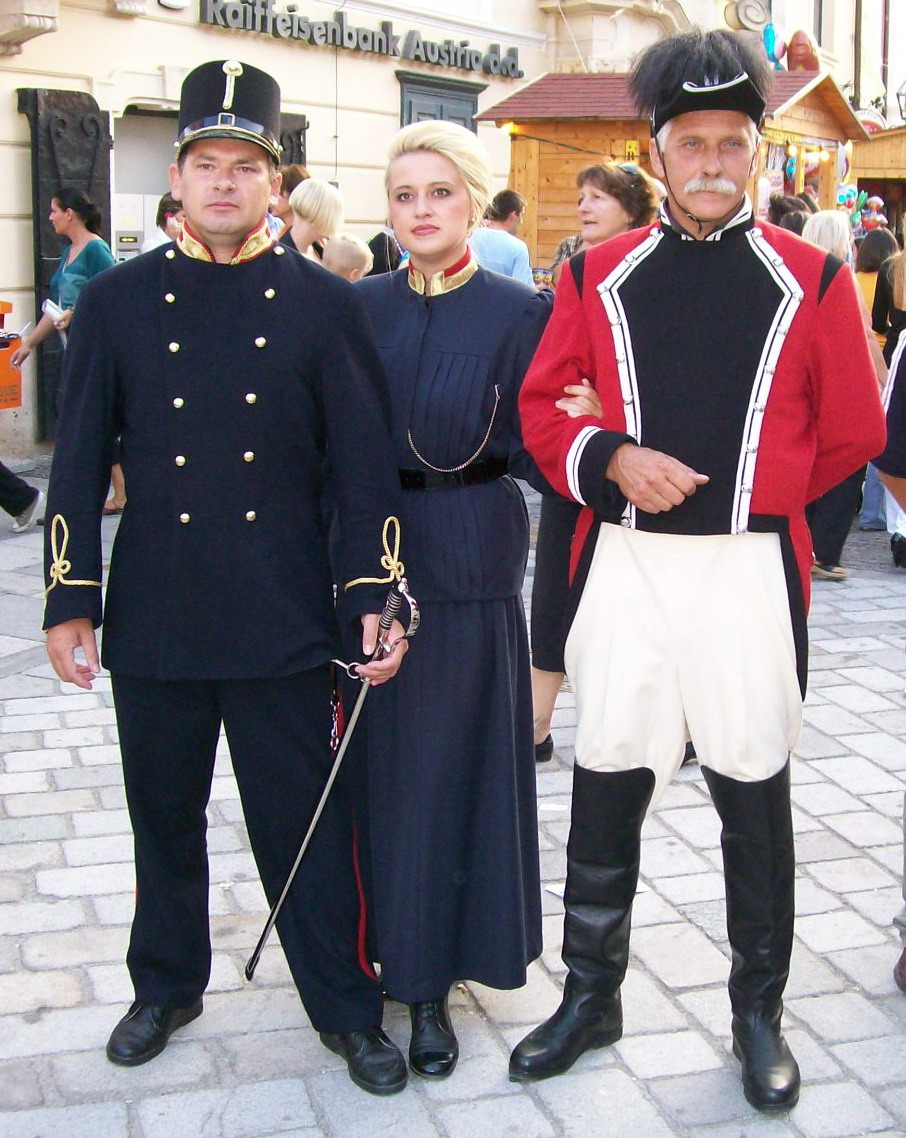
Учасники у костюмах у 2008
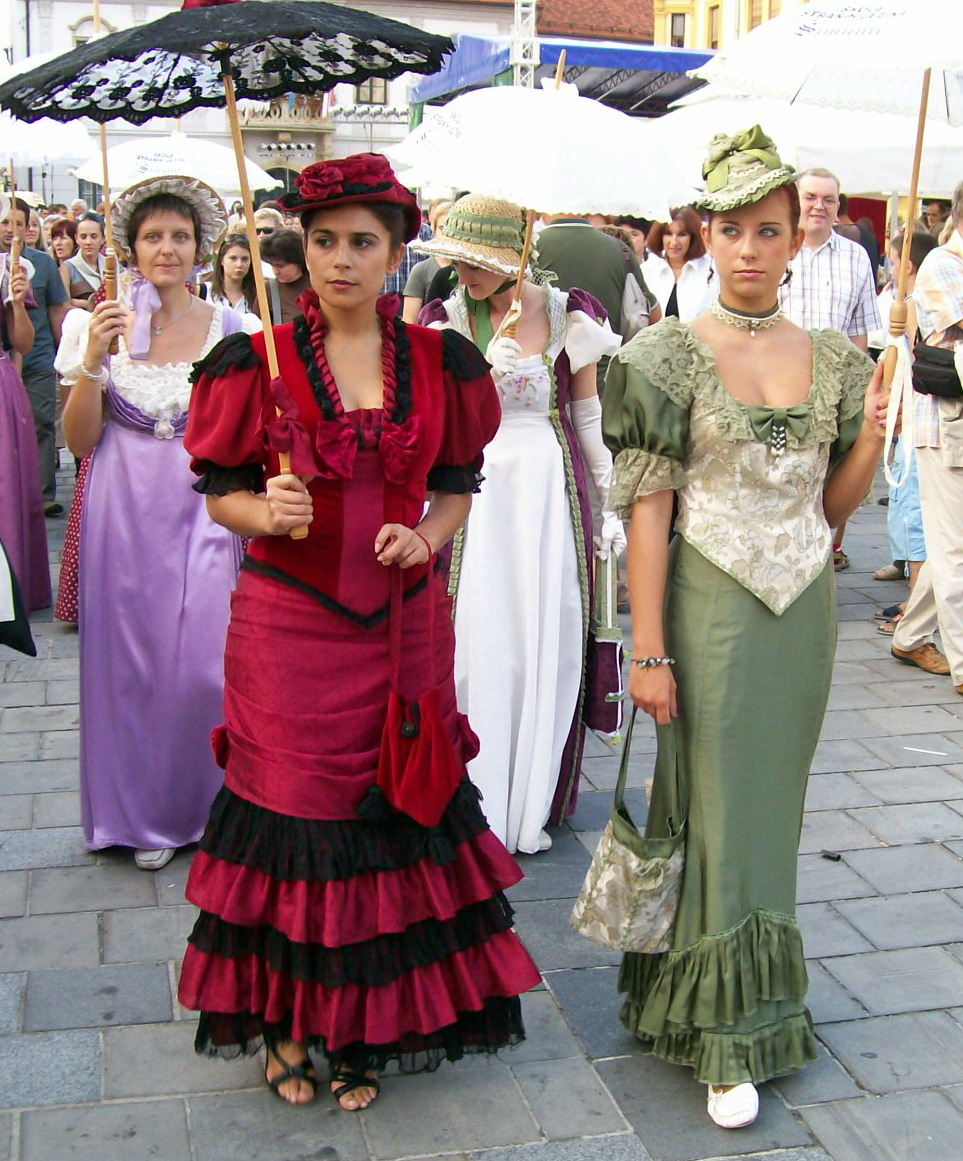
Учасники у костюмах у 2008